# Józef Kędzia
Józef Kędzia (ur. 21 maja 1940 r. w Kiełpiniu, zm. 29 lipca 2023 r. w Opolu) – polski elektrotechnik, specjalizujący się w materiałoznawstwie elektrycznym i technice wysokich napięć; nauczyciel akademicki związany z uczelniami technicznymi we Wrocławiu i Opolu.

## Życiorys
Urodził się w 1940 roku w Kiełpiniu. Studiował elektrotechnikę na Wydziale Elektrycznym Politechniki Wrocławskiej, otrzymując w 1963 roku dyplomy magistra inżyniera. Następnie rozpoczął pracę jako asystent na swojej macierzystej uczelni. Wkrótce potem podjął tam również studia doktoranckie, które ukończył w 1972 roku, uzyskując stopień naukowy doktora nauk technicznych, a wraz z nim stanowisko adiunkta. W 1975 roku przeprowadził się do Opola, gdzie rozpoczął pracę w miejscowej Wyższej Szkole Inżynieryjnej. W 1991 roku Rada Wydziału Elektrycznego Politechniki Śląskiej w Gliwicach nadała mu stopień naukowy doktora habilitowanego nauk technicznych w zakresie elektrotechniki o specjalności elektrotechnika teoretyczna i ogólna, na podstawie rozprawy pt. Badania elektryzacji statycznej mineralnych olejów izolacyjnych. Wraz z nowym tytułem otrzymał posadę profesora nadzwyczajnego w opolskiej uczelni technicznej. W 2002 roku otrzymał tytuł profesora nauk technicznych oraz stanowisko profesora zwyczajnego w Politechnice Opolskiej (do 1996 roku pod nazwą WSI). 
Józef Kędzia w latach 1977–1993 przebywał okresowo na stażach naukowych w Technical University w Eindhoven w Holandii oraz w Uniwersytecie Politechnicznym w Petersburgu w Rosji. Jest członkiem m.in. Polskiego Towarzystwa Elektrotechniki Teoretycznej i Stosowanej, Polskiego Komitetu Materiałów Elektrotechnicznych SEP oraz Sekcji Elektrotechnologii Komitetu Elektrotechniki Polskiej Akademii Nauk.
Pełnił szereg istotnych funkcji organizacyjnych na Politechnice Opolskiej. Przez długi okres sprawował funkcję zastępcy dyrektora Instytutu Elektrotechniki WSI, w tym do: spraw nauczania (1977–1978), do spraw nauki i współpracy z gospodarką narodową (1979–1981) oraz ponownie do spraw nauki (1981–1984). W 1990 roku został wybrany na prodziekana do spraw nauki Wydziału Elektrotechniki i Automatyki, którą pełnił do 2002 roku, z przerwą w latach 1996–1999. Wielokrotnie zasiadał w Senacie Politechniki Opolskiej. 
W latach 2002–2005 sprawował stanowisko dziekana tego wydziału. W czasie wydział uzyskał uprawnienia do nadawania stopnia naukowego doktora habilitowanego nauk technicznych w dyscyplinie elektrotechnika. Poza tym uzyskano akredytację dla kierunków elektrotechnika i informatyka oraz uruchomiono studia doktoranckich w dyscyplinie automatyka i robotyka.

## Dorobek naukowy
Józef Kędzia w swojej pracy naukowo-badawczej zajmuje się zagadnieniami związanymi z procesami starzeniowymi w dielektrykach i
metodami ich diagnostyki, a zwłaszcza: badaniami procesów starzeniowych zachodzących w polimerach oraz wpływem starzenia na ich polaryzację statyczną, opracowywaniem czułych metod diagnostyki procesów starzeniowych w dielektrykach z wykorzystaniem zjawisk polaryzacji statycznej. jak dotychczas wypromował 4 doktorów. Jest autorem blisko 120 prac naukowych, w tym 2 monografii, 1 książki, 3 skryptów, kilkudziesięciu artykułów oraz innych publikacji naukowych, które zostały opublikowanego w fachowych czasopismach w kraju jak i za granicą. Do ważniejszych jego publikacji należą:
- Badania elektryzacji statycznej mineralnych olejów izolacyjnych, Opole 1988.
- Laboratorium materiałoznawstwa elektrycznego, Opole 1998.
- Zagrożenia izolacji transformatorów energetycznych wywołane elektryzacją statyczną, Opole 1999.
- Metody elektryzacji statycznej w badaniach dielektryków, Opole 2004.

Za swoją działalność naukowo-dydaktyczną otrzymał liczne nagrody i odznaczenia, w tym nagrody ministerialne, rektora Politechniki Opolskiej, Politechniki Wrocławskiej, Złoty Krzyż Zasługi i Medal Komisji Edukacji Narodowej.